# Gerónimo Saccardi
Gerónimo Saccardi (Buenos Aires, 1 oktober 1949 – Moreno Buenos Aires, 4 mei 2002) was een Argentijnse voetballer en trainer. 
Saccardi begon zijn carrière in 1969 bij Ferro Carril Oeste en speelde daar tot 1975, toen hij de overstap maakte naar het Spaanse Hércules Alicante. Na vier jaar keerde hij terug naar zijn eerste liefde en speelde daar nog vier seizoenen. 
Hij overleed in 2002 op 52-jarige leeftijd aan een hartaanval tijdens een tenniswedstrijd. 